# Under Construction
Under Construction è il quarto album in studio della rapper statunitense Missy Elliott, pubblicato negli Stati Uniti il 12 novembre 2002 dalle etichette discografiche The Goldmind Inc. ed Elektra Records.

## Descrizione
L'album è stato principalmente prodotto da Timbaland. Altri produttori sono stati Craig Brockman, Errol "Poppi" McCalla e la stessa Missy Elliott.
Under Construction si è piazzato alla posizione numero 3 nella Billboard 200 vendendo più di 2,1 milioni di copie. Nel 2003 ha ricevuto la nomination ai Grammy Awards nella categoria "Miglior album Rap" e "Miglior album dell'anno". È l'album che ha venduto di più dell'artista con 2,2 milioni di copie.
Nel 2003 è uscita, per il mercato inglese, una nuova edizione dell'album con due remix bonus. Il duo rap Timbaland & Magoo ha realizzato un "sequel" dell'album intitolato Under Construction, Part II, pubblicato nel 2003.

### Singoli estratti
- Work It - pubblicato il 22 ottobre 2002
- Gossip Folks - pubblicato il 7 gennaio 2003
- Back in the Day - pubblicato nella metà del 2003
- Pussicat - pubblicato nella metà del 2003

## Tracce
1. Intro/Go to the Floor - 5:06
2. Bring the Pain (featuring Method Man) - 2:59
3. Gossip Folks (featuring Ludacris) - 3:54
4. Work It - 4:58
5. Back in the Day (featuring Jay-Z) - 4:55
6. Funky Fresh Dressed (featuring Ms. Jade) - 3:56
7. Pussicat - 4:32
8. Nothing Out There for Me (featuring Beyoncé) - 3:05
9. Slide - 3:43
10. Play That Beat - 3:02
11. Ain't That Funny - 2:48
12. Hot - 4:09
13. Can You Hear Me (featuring Chilli e T-Boz dei TLC) - 4:29
14. Work It (Remix) (featuring 50 Cent) - 5:04
15. Drop The Bomb (traccia bonus nel Giappone) - 3:32
16. Gossip Folks (Fatboy Slim Remix) (featuring Ludacris) (traccia bonus nel Regno Unito) - 6:44[5]
17. Gossip Folks (Mousse T's Pogo Remix) (featuring Ludacris e Inaya Day) (traccia bonus nel Regno Unito)[5]